# Kiçik Samalit Dağı
Kiçik Samalit Dağı är ett berg i Azerbajdzjan.   Det ligger i distriktet Zaqatala Rayonu, i den norra delen av landet, 290 km nordväst om huvudstaden Baku. Toppen på Kiçik Samalit Dağı är 3 200 meter över havet, eller 56 meter över den omgivande terrängen. Bredden vid basen är 0,58 km.
Terrängen runt Kiçik Samalit Dağı är huvudsakligen bergig, men åt sydost är den kuperad. Runt Kiçik Samalit Dağı är det ganska tätbefolkat, med 67 invånare per kvadratkilometer.. Närmaste större samhälle är Car, 18,5 km väster om Kiçik Samalit Dağı. 
Trakten runt Kiçik Samalit Dağı består i huvudsak av gräsmarker.